# Thurnia
Thurnia là một chi thực vật có hoa trong họ Thurniaceae.

## Phân bố
Các loài trong chi này là bản địa miền bắc Brasil, Colombia, Guiana thuộc Pháp, Guyana, Suriname, Venezuela.

## Các loài
Các loài được công nhận bao gồm:
- Thurnia jenmanii Hook.f., 1883
- Thurnia polycephala Schnee, 1943
- Thurnia sphaerocephala (Rudge) Hook.f., 1883